# Havran (district)
Havran is een Turks district in de provincie Balıkesir en telt 27.711 inwoners (2007). Het district heeft een oppervlakte van 543,2 km².
De bevolkingsontwikkeling van het district is weergegeven in onderstaande tabel.
| 1997   | 2000   | 2007   |
| ------ | ------ | ------ |
| 26.611 | 26.782 | 27.711 |